# Obudovac

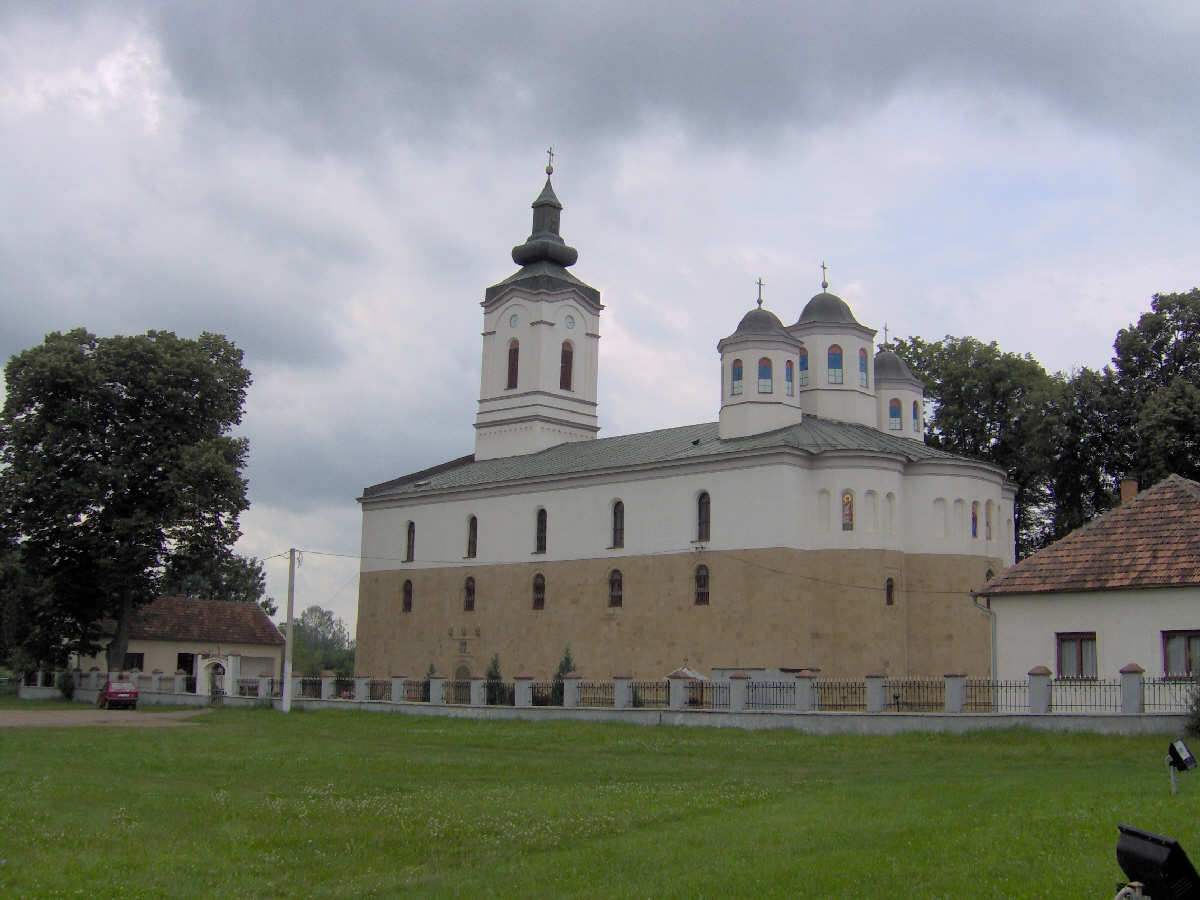
Orthodoxe Kirche in Obudovac

Obudovac ist ein Ort in der Posavina-Region im Norden von Bosnien und Herzegowina. Administrativ bildet die Siedlung eine Ortsgemeinschaft der Gemeinde Bosanski Šamac und gehört damit zur Republika Srpska.

## Bevölkerung
Zum Zeitpunkt der Volkszählung 1991 hatte Obudovac 3199 Einwohner, von denen sich 3138 (98,1 %) als Serben, 35 (1,1 %) als Jugoslawen und 16 (0,5 %) als Kroaten bezeichneten.